# Delta II

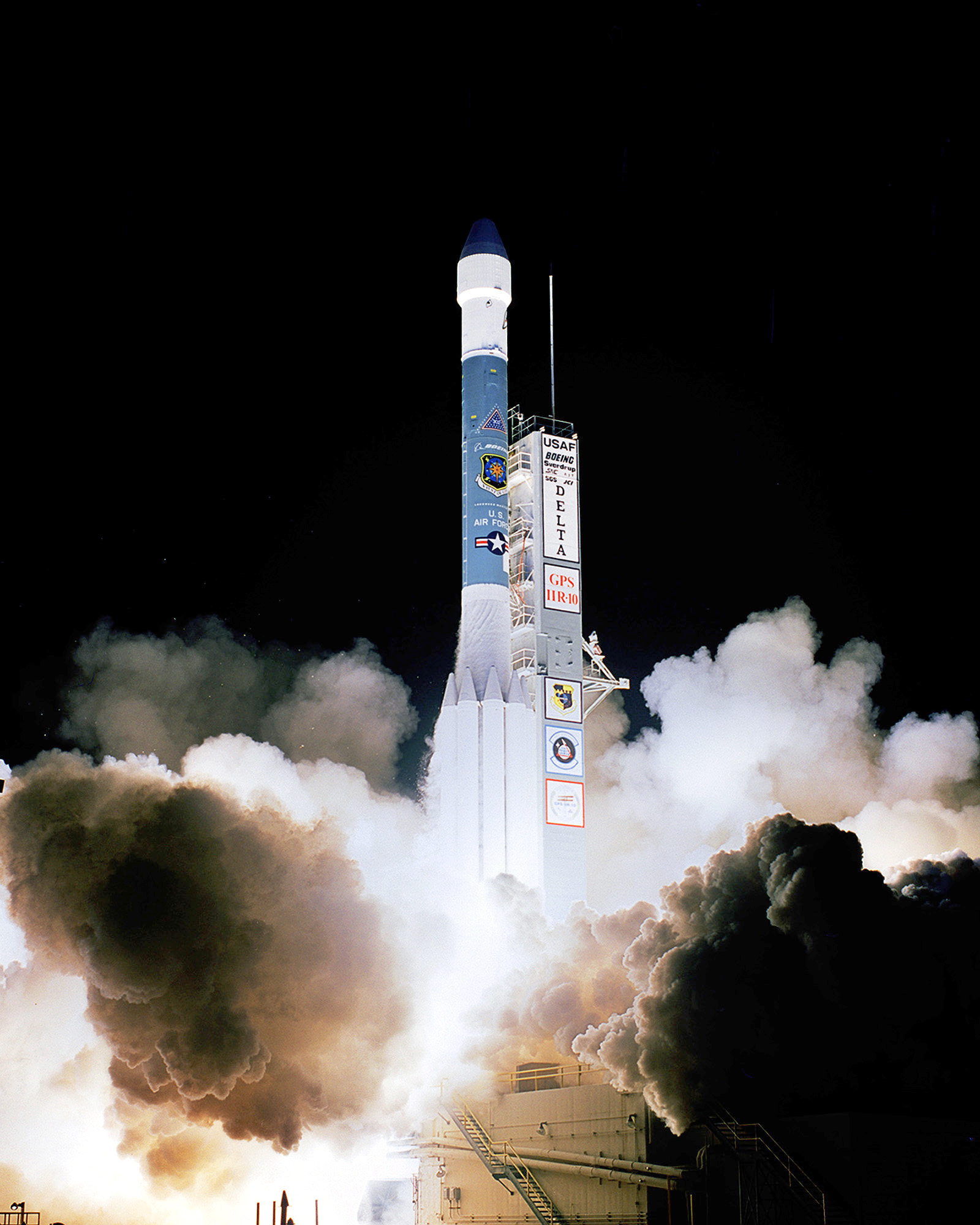
Rakieta Delta II wynosząca satelitę GPS z Przylądka Canaveral

Delta II – rakieta nośna należąca do rodziny rakiet Delta zaprojektowana i zbudowana przez wytwórnię lotniczą McDonnell Douglas, następnie produkowana przez Integrated Defense Systems – własność Boeinga. Rakiety te są w użyciu od 1989 roku. Za program Delta II od 1 grudnia 2006 roku odpowiedzialny jest United Launch Alliance. Jest dwuczłonowa. Do pierwszego członu doczepia się najczęściej 9 silników pomocniczych na stały materiał pędny. Jest średniej wysokości [około 40 metrów]. Wynosi sondy i satelity na niskie orbity stacjonarne i międzyplanetarne.
Jest jednym z podstawowych środków transportu kosmicznego. Na ponad 150 startów 95% było udanych.

## Warianty rakiety

### Delta 6000 (1989-1992)
Od lotu STS-1 wahadłowca Columbia z 1981 rozpoczęto przenoszenie satelitów z rakiet jednokrotnego użytku na promy kosmiczne. Skutkiem tego było zatrzymanie w 1982 przez McDonnell Douglas linii produkcyjnej rakiet Delta. W 1984 wystartowały 4 rakiety Delta, zaś w 1985 nie wystartowała żadna.
Po eksplozji wahadłowca Challenger w 1986 Siły Powietrzne Stanów Zjednoczonych ogłosiły konkurs na kontrakt na budowę rakiety jednorazowego użytku zdolnej wynieść satelity GPS (kontrakt MLV - od Medium LV). Konkurentami firmy McDonnell Douglas w konkursie były firmy:
- General Dynamics (proponowali rakietę Atlas G lub rakietę o nazwie Atlas K, wyposażoną w człon SGS-2A),
- Martin Marietta (propozycją była zmodyfikowana wersja rakiety Titan 34D, zdolna wynosić po 2 satelity GPS),
- Hughes Aircraft (firma wystawiła projekt rakiety o nazwie Jarvis, mającą wykorzystywać silniki F-1 znane z rakiet Saturn V, po przejęciu przez firmę Boeing wzbogaconą o elementy z programu wahadłowców).

Pierwsza propozycja McDonnell Douglas, czyli Delta 3920 z członem górnym PAM-D, nie spełniała wymagań postawionych przez USAF, więc firma wraz z podwykonawcami zdecydowała o zaprojektowaniu nowej rakiety spełniającej te wymagania. Pierwsza opcja - zapożyczenie członu górnego z silnikiem na paliwo kriogeniczne z japońskiej rakiety H-I - była zbyt kosztowna i czasochłonna. Zamiast tego skupiono się na ulepszeniu konstrukcji członu centralnego i silników pomocniczych.
Delta 6000 była oparta na rakietach serii Delta 3000, jednak wprowadziła znaczące zmiany. Człon centralny Delty 6000 - Thor-XLT - zasilany slinikiem RS-27, od swojego odpowiednika z Delty 3000 był dłuższy o 3,6 m. Człony pomocnicze Castor 4 zostały zastąpione przez silniki Castor 4A, generujące o 71 kN większą siłę ciągu niż konstrukcja bazowa. Członem górnym została konstrukcja o nazwie Delta-K, wyposażona w silnik AJ-10-188K, zaś silnikiem członu PAM-D ostatecznie został Star-48B, wykorzystywany we wszystkich startach satelitów GPS. Delta 6000 wyróżniała się od poprzedniczek nową sekcją ładunku, mającą 8,5 m długości i 2,9 m średnicy.
21 stycznia 1987 McDonnell Douglas otrzymał kontrakt o wartości 316,5 mln USD na 7 startów rakiety Delta II.  2 lata później, 14 lutego 1989, pierwsza rakieta Delta II (wersja 6925) wystartowała z przylądka Canaveral z satelitą GPS II-1. W latach 1989–1992 wystartowało 17 rakiet serii 6000. Ostatnia Delta 6000 wystartowała 24 lipca 1992 z satelitą Geotail.

### Delta 7000 (1990-2018)
Kolejnym wariantem Delty II była Delta 7000, wnosząca znaczne modyfikacje. Silnik RS-27 został zastąpiony przez mocniejszą jednostkę RS-27A. Dopalacze Castor 4A zastąpiono mocniejszą konstrukcją o nazwie GEM-40. Te modyfikacje pozwalały na udźwignięcie cięższych satelitów GPS. Od 1995 usprawniono również system nawigacji. 
Pierwsza rakieta Delta II serii 7000 (wariant 7925) wystartowała 26 listopada 1990 z satelitą GPS IIA-1. Oprócz satelitów GPS Delta 7000 wyniosła również wiele satelitów telekomunikacyjnych i naukowych, a także sond międzyplanetarnych. Ostatni lot odbył się 15 września 2018 roku wynosząc satelitą IceSat-2.
W latach 2003–2011 używano również rakiety Delta II Heavy (numer 7x2xH). Był to najmocniejszy wariant Delty II. Od bazowej Delty 7000 różnił się silnikami pomocniczymi, zamiast GEM-40 wykorzystywał silniki GEM-46 z rakiety Delta III. Pierwsza Delta II Heavy w 2003 wyniosła w kosmos łazik Opportunity, zaś ostatnia w 2011 sondy GRAIL.

## System oznakowania
- Pierwsza cyfra (model członu pierwszego oraz silników pomocniczych):
  - 6: Thor XLT (silnik RS-27), Castor 4A
  - 7: Thor XLT (silnik RS-27A), GEM-40
- Druga cyfra (ilość silników pomocniczych):
  - 3: trzy silniki
  - 4: cztery silniki
  - 9: dziewięć silników
- Trzecia cyfra (model członu drugiego):
  - 2: Delta-K (silnik AJ-10-118K)
- Czwarta cyfra (model członu trzeciego):
  - 0: brak
  - 5: PAM-D (silnik Star-48B)
  - 6: Star-37FM
- Litera:
  - H: wariant Heavy (9 silników GEM-46 zamiast GEM-40)

## Starty
1. 14 lutego 1989, 18:29 GMT; konfiguracja 6925; s/n Delta 184; miejsce startu: Cape Canaveral Air Force Station (SLC-17A), USA
Ładunek: USA-35; Uwagi: start udany
2. 10 czerwca 1989, 18:29 GMT; konfiguracja 6925; s/n Delta 185; miejsce startu: Cape Canaveral Air Force Station (SLC-17A), USA
Ładunek: USA-38; Uwagi: start udany
3. 18 sierpnia 1989, 05:58 GMT; konfiguracja 6925; s/n Delta 186; miejsce startu: Cape Canaveral Air Force Station (SLC-17A), USA
Ładunek: USA-42; Uwagi: start udany
4. 21 października 1989, 09:31 GMT; konfiguracja 6925; s/n Delta 188; miejsce startu: Cape Canaveral Air Force Station (SLC-17A), USA
Ładunek: USA-47; Uwagi: start udany
5. 11 grudnia 1989, 18:10 GMT; konfiguracja 6925; s/n Delta 130; miejsce startu: Cape Canaveral Air Force Station (SLC-17B), USA
Ładunek: USA-49; Uwagi: start udany
6. 24 stycznia 1990, 22:55 GMT; konfiguracja 6925; s/n Delta 191; miejsce startu: Cape Canaveral Air Force Station (SLC-17A), USA
Ładunek: USA-50; Uwagi: start udany
7. 14 lutego 1990, 16:15 GMT; konfiguracja 6920; s/n Delta 192; miejsce startu: Cape Canaveral Air Force Station (SLC-17B), USA
Ładunek: USA-51, USA-52; Uwagi: start udany
8. 26 marca 1990, 02:45 GMT; konfiguracja 6925; s/n Delta 193; miejsce startu: Cape Canaveral Air Force Station (SLC-17A), USA
Ładunek: USA-54; Uwagi: start udany
9. 13 kwietnia 1990, 22:28 GMT; konfiguracja 6925; s/n Delta 194; miejsce startu: Cape Canaveral Air Force Station (SLC-17B), USA
Ładunek: Palapa B2R; Uwagi: start udany
10. 1 czerwca 1990, 21:48 GMT; konfiguracja 6920; s/n Delta 195; miejsce startu: Cape Canaveral Air Force Station (SLC-17A), USA
Ładunek: ROSAT; Uwagi: start udany
11. 2 sierpnia 1990, 05:39 GMT; konfiguracja 6925; s/n Delta 197; miejsce startu: Cape Canaveral Air Force Station (SLC-17A), USA
Ładunek: USA-63; Uwagi: start udany
12. 18 sierpnia 1990, 00:42 GMT; konfiguracja 6925; s/n Delta 198; miejsce startu: Cape Canaveral Air Force Station (SLC-17B), USA
Ładunek: Thor 1; Uwagi: start udany
13. 1 października 1990, 21:56 GMT; konfiguracja 6925; s/n Delta 199; miejsce startu: Cape Canaveral Air Force Station (SLC-17A), USA
Ładunek: USA-64; Uwagi: start udany
14. 30 października 1990, 23:16 GMT; konfiguracja 6295; s/n Delta 200; miejsce startu: Cape Canaveral Air Force Station (SLC-17B), USA
Ładunek: Inmarsat-2 F1; Uwagi: start udany
15. 26 listopada 1990, 21:39 GMT; konfiguracja 7925; s/n Delta 201; miejsce startu: Cape Canaveral Air Force Station (SLC-17A), USA
Ładunek: USA-66; Uwagi: start udany
16. 8 stycznia 1991, 00:53 GMT; konfiguracja 7925; s/n Delta 202; miejsce startu: Cape Canaveral Air Force Station (SLC-17B), USA
Ładunek: NATO 4A; Uwagi: start udany
17. 8 marca 1991, 23:03 GMT; konfiguracja 6925; s/n Delta 203; miejsce startu: Cape Canaveral Air Force Station (SLC-17B), USA
Ładunek: Inmarsat-2 F2; Uwagi: start udany
18. 13 kwietnia 1991, 00:09 GMT; konfiguracja 7925; s/n Delta 204; miejsce startu: Cape Canaveral Air Force Station (SLC-17B), USA
Ładunek: Spacenet F4; Uwagi: start udany
19. 29 maja 1991, 22:59 GMT; konfiguracja 7925; s/n Delta 205; miejsce startu: Cape Canaveral Air Force Station (SLC-17B), USA
Ładunek: Aurora 2; Uwagi: start udany
20. 4 lipca 1991, 02:32 GMT; konfiguracja 7925; s/n Delta 206; miejsce startu: Cape Canaveral Air Force Station (SLC-17A), USA
Ładunek: USA-71, Losat X; Uwagi: start udany
21. 23 lutego 1992, 22:29 GMT; konfiguracja 7925; s/n Delta 207; miejsce startu: Cape Canaveral Air Force Station (SLC-17B), USA
Ładunek: USA-79; Uwagi: start udany
22. 10 kwietnia 1992, 03:20 GMT; konfiguracja 7925; s/n Delta 208; miejsce startu: Cape Canaveral Air Force Station (SLC-17B), USA
Ładunek: USA-80; Uwagi: start udany
23. 14 maja 1992, 00:40 GMT; konfiguracja 7925; s/n Delta 209; miejsce startu: Cape Canaveral Air Force Station (SLC-17B), USA
Ładunek: Palapa B4; Uwagi: start udany
24. 7 czerwca 1992, 16:40 GMT; konfiguracja 6920; s/n Delta 210; miejsce startu: Cape Canaveral Air Force Station (SLC-17A), USA
Ładunek: EUVE; Uwagi: start udany
25. 7 lipca 1992, 09:20 GMT; konfiguracja 7925; s/n Delta 211; miejsce startu: Cape Canaveral Air Force Station (SLC-17B), USA
Ładunek: USA-83; Uwagi: start udany
26. 24 lipca 1992, 14:26 GMT; konfiguracja 6925; s/n Delta 212; miejsce startu: Cape Canaveral Air Force Station (SLC-17A), USA
Ładunek: Geotail, DUVE; Uwagi: start udany
27. 31 sierpnia 1992, 10:41 GMT; konfiguracja 7925; s/n Delta 213; miejsce startu: Cape Canaveral Air Force Station (SLC-17B), USA
Ładunek: Satcom C4; Uwagi: start udany
28. 9 września 1992, 08:57 GMT; konfiguracja 7925; s/n Delta 214; miejsce startu: Cape Canaveral Air Force Station (SLC-17A), USA
Ładunek: USA-84; Uwagi: start udany
29. 12 października 1992, 09:47 GMT; konfiguracja 7925; s/n Delta 215; miejsce startu: Cape Canaveral Air Force Station (SLC-17B), USA
Ładunek: DFS-3; Uwagi: start udany
30. 22 listopada 1992, 23:54 GMT; konfiguracja 7925; s/n Delta 216; miejsce startu: Cape Canaveral Air Force Station (SLC-17A), USA
Ładunek: USA-85; Uwagi: start udany
31. 18 grudnia 1992, 22:16 GMT; konfiguracja 7925; s/n Delta 217; miejsce startu: Cape Canaveral Air Force Station (SLC-17B), USA
Ładunek: USA-87; Uwagi: start udany
32. 3 lutego 1993, 02:55 GMT; konfiguracja 7925; s/n Delta 218; miejsce startu: Cape Canaveral Air Force Station (SLC-17B), USA
Ładunek: USA-88; Uwagi: start udany
33. 30 marca 1993, 03:09 GMT; konfiguracja 7925; s/n Delta 219; miejsce startu: Cape Canaveral Air Force Station (SLC-17B), USA
Ładunek: USA-90, SEDS-1; Uwagi: start udany
34. 13 maja 1993, 00:07 GMT; konfiguracja 7925; s/n Delta 220; miejsce startu: Cape Canaveral Air Force Station (SLC-17B), USA
Ładunek: USA-91; Uwagi: start udany
35. 26 czerwca 1993, 13:27 GMT; konfiguracja 7925; s/n Delta 221; miejsce startu: Cape Canaveral Air Force Station (SLC-17B), USA
Ładunek: USA-92, PMG; Uwagi: start udany
36. 30 sierpnia 1993, 13:28 GMT; konfiguracja 7925; s/n Delta 222; miejsce startu: Cape Canaveral Air Force Station (SLC-17B), USA
Ładunek: USA-94; Uwagi: start udany
37. 26 października 1993, 17:04 GMT; konfiguracja 7925; s/n Delta 223; miejsce startu: Cape Canaveral Air Force Station (SLC-17B), USA
Ładunek: USA-96; Uwagi: start udany
38. 8 grudnia 1993, 00:48 GMT; konfiguracja 7925; s/n Delta 224; miejsce startu: Cape Canaveral Air Force Station (SLC-17B), USA
Ładunek: NATO 4B; Uwagi: start udany
39. 19 lutego 1994, 23:45 GMT; konfiguracja 7925; s/n Delta 225; miejsce startu: Cape Canaveral Air Force Station (SLC-17B), USA
Ładunek: Galaxy 1R; Uwagi: start udany
40. 10 marca 1994, 03:40 GMT; konfiguracja 7925; s/n Delta 226; miejsce startu: Cape Canaveral Air Force Station (SLC-17B), USA
Ładunek: USA-100, SEDS-2; Uwagi: start udany
41. 1 listopada 1994, 09:31 GMT; konfiguracja 7925; s/n Delta 227; miejsce startu: Cape Canaveral Air Force Station (SLC-17B), USA
Ładunek: Wind; Uwagi: start udany
42. 5 sierpnia 1995, 11:10 GMT; konfiguracja 7925; s/n Delta 228; miejsce startu: Cape Canaveral Air Force Station (SLC-17B), USA
Ładunek: Koreasat-1; Uwagi: start częściowo udany – jeden z silników nie odłączył się, satelita osiągnął orbitę za pomocą własnych silników.
43. 4 listopada 1995, 14:22 GMT; konfiguracja 7920; s/n Delta 229; miejsce startu: Vandenberg Air Force Base (SLC-2W), USA
Ładunek: RADARSAT-1, SURFSAT; Uwagi: start udany
44. 30 grudnia 1995, 13:48 GMT; konfiguracja 7920; s/n Delta 230; miejsce startu: Cape Canaveral Air Force Station (SLC-17B), USA
Ładunek: RXTE; Uwagi: start udany
45. 14 stycznia 1996, 11:11 GMT; konfiguracja 7925; s/n Delta 231; miejsce startu: Cape Canaveral Air Force Station (SLC-17B), USA
Ładunek: Koreasat-2; Uwagi: start udany
46. 17 lutego 1996, 20:43 GMT; konfiguracja 7925; s/n Delta 232; miejsce startu: Cape Canaveral Air Force Station (SLC-17B), USA
Ładunek: NEAR Shoemaker; Uwagi: start udany
47. 24 lutego 1996, 11:24 GMT; konfiguracja 7925; s/n Delta 233; miejsce startu: Vandenberg Air Force Base (SLC-2W), USA
Ładunek: Polar; Uwagi: start udany
48. 28 marca 1996, 00:21 GMT; konfiguracja 7925; s/n Delta 234; miejsce startu: Cape Canaveral Air Force Station (SLC-17B), USA
Ładunek: USA-117; Uwagi: start udany
49. 24 kwietnia 1996, 12:27 GMT; konfiguracja 7920; s/n Delta 235; miejsce startu: Vandenberg Air Force Base (SLC-2W), USA
Ładunek: MSX; Uwagi: start udany
50. 24 maja 1996, 01:10 GMT; konfiguracja 7925; s/n Delta 236; miejsce startu: Cape Canaveral Air Force Station (SLC-17B), USA
Ładunek: Galaxy 9; Uwagi: start udany
51. 16 lipca 1996, 00:50 GMT; konfiguracja 7925; s/n Delta 237; miejsce startu: Cape Canaveral Air Force Station (SLC-17A), USA
Ładunek: USA-126; Uwagi: start udany
52. 12 września 1996, 08:49 GMT; konfiguracja 7925; s/n Delta 238; miejsce startu: Cape Canaveral Air Force Station (SLC-17A), USA
Ładunek: USA-128; Uwagi: start udany
53. 7 listopada 1996, 17:00 GMT; konfiguracja 7925; s/n Delta 239; miejsce startu: Cape Canaveral Air Force Station (SLC-17A), USA
Ładunek: Mars Global Surveyor; Uwagi: start udany
54. 4 grudnia 1996, 06:58 GMT; konfiguracja 7925; s/n Delta 240; miejsce startu: Cape Canaveral Air Force Station (SLC-17B), USA
Ładunek: Mars Pathfinder; Uwagi: start udany
55. 17 stycznia 1997, 16:28 GMT; konfiguracja 7925; s/n Delta 241; miejsce startu: Cape Canaveral Air Force Station (SLC-17A), USA
Ładunek: GPS-2R 1; Uwagi: start nieudany – uszkodzenie silnika pomocniczego, rakieta zniszczona automatycznie po 13 sekundach od startu.
56. 5 maja 1997, 14:55 GMT; konfiguracja 7920; s/n Delta 242; miejsce startu: Vandenberg Air Force Base (SLC-2W), USA
Ładunek: MS-1; Uwagi: start udany
57. 20 maja 1997, 22:39 GMT; konfiguracja 7925; s/n Delta 243; miejsce startu: Cape Canaveral Air Force Station (SLC-17A), USA
Ładunek: Thor 2; Uwagi: start udany
58. 9 lipca 1997, 13:04 GMT; konfiguracja 7920; s/n Delta 244; miejsce startu: Vandenberg Air Force Base (SLC-2W), USA
Ładunek: MS-2; Uwagi: start udany
59. 23 lipca 1997, 03:43 GMT; konfiguracja 7925; s/n Delta 245; miejsce startu: Cape Canaveral Air Force Station (SLC-17A), USA
Ładunek: USA-132; Uwagi: start udany
60. 21 sierpnia 1997, 00:38 GMT; konfiguracja 7920; s/n Delta 246; miejsce startu: Vandenberg Air Force Base (SLC-2W), USA
Ładunek: MS-3; Uwagi: start udany
61. 25 sierpnia 1997, 13:49 GMT; konfiguracja 7920; s/n Delta 247; miejsce startu: Cape Canaveral Air Force Station (SLC-17A), USA
Ładunek: ACE; Uwagi: start udany
62. 27 września 1997, 01:23 GMT; konfiguracja 7920; s/n Delta 248; miejsce startu: Vandenberg Air Force Base (SLC-2W), USA
Ładunek: MS-4; Uwagi: start udany
63. 6 listopada 1997, 00:30 GMT; konfiguracja 7925; s/n Delta 249; miejsce startu: Cape Canaveral Air Force Station (SLC-17A), USA
Ładunek: USA-134; Uwagi: start udany
64. 9 listopada 1997, 01:34 GMT; konfiguracja 7920; s/n Delta 250; miejsce startu: Vandenberg Air Force Base (SLC-2W), USA
Ładunek: MS-5; Uwagi: start udany
65. 20 grudnia 1997, 13:16 GMT; konfiguracja 7920; s/n Delta 251; miejsce startu: Vandenberg Air Force Base (SLC-2W), USA
Ładunek: MS-6; Uwagi: start udany
66. 10 stycznia 1998, 00:32 GMT; konfiguracja 7925; s/n Delta 252; miejsce startu: Cape Canaveral Air Force Station (SLC-17B), USA
Ładunek: Skynet 4D; Uwagi: start udany
67. 14 lutego 1998, 14:34 GMT; konfiguracja 7420; s/n Delta 253; miejsce startu: Cape Canaveral Air Force Station (SLC-17A), USA
Ładunek: Globalstar-1; Uwagi: start udany
68. 18 lutego 1998, 13:58 GMT; konfiguracja 7920; s/n Delta 254; miejsce startu: Vandenberg Air Force Base (SLC-2W), USA
Ładunek: MS-7; Uwagi: start udany
69. 30 marca 1998, 06:02 GMT; konfiguracja 7920; s/n Delta 255; miejsce startu: Vandenberg Air Force Base (SLC-2W), USA
Ładunek: MS-8; Uwagi: start udany
70. 24 kwietnia 1998, 22:38 GMT; konfiguracja 7420; s/n Delta 256; miejsce startu: Cape Canaveral Air Force Station (SLC-17A), USA
Ładunek: Globalstar-2; Uwagi: start udany
71. 17 maja 1998, 21:16 GMT; konfiguracja 7920; s/n Delta 257; miejsce startu: Vandenberg Air Force Base (SLC-2W), USA
Ładunek: MS-9; Uwagi: start udany
72. 10 czerwca 1998, 00:35 GMT; konfiguracja 7925; s/n Delta 258; miejsce startu:  Cape Canaveral Air Force Station (SLC-17A), USA
Ładunek: Thor 3; Uwagi: start udany
73. 8 września 1998, 21:13 GMT; konfiguracja 7920; s/n Delta 260; miejsce startu: Vandenberg Air Force Base (SLC-2W), USA
Ładunek: MS-10; Uwagi: start udany
74. 24 października 1998, 12:08 GMT; konfiguracja 7326; s/n Delta 261; miejsce startu: Cape Canaveral Air Force Station (SLC-17A), USA
Ładunek: Deep Space 1; Uwagi: start udany
75. 6 listopada 1998, 13:37 GMT; konfiguracja 7920; s/n Delta 262; miejsce startu: Vandenberg Air Force Base (SLC-2W), USA
Ładunek: MS-11; Uwagi: start udany
76. 22 listopada 1998, 23:54 GMT; konfiguracja 7925; s/n Delta 263; miejsce startu: Cape Canaveral Air Force Station (SLC-17B), USA
Ładunek: BONUM-1; Uwagi: start udany
77. 11 grudnia 1998, 18:45 GMT; konfiguracja 7425; s/n Delta 264; miejsce startu: Cape Canaveral Air Force Station (SLC-17A), USA
Ładunek: Mars Climate Orbiter; Uwagi: start udany
78. 3 stycznia 1999, 20:21 GMT; konfiguracja 7425; s/n Delta 265; miejsce startu: Cape Canaveral Air Force Station (SLC-17B), USA
Ładunek: Mars Polar Lander; Uwagi: start udany
79. 7 lutego 1999, 21:04 GMT; konfiguracja 7426; s/n Delta 266; miejsce startu: Cape Canaveral Air Force Station (SLC-17A), USA
Ładunek: Stardust; Uwagi: start udany
80. 23 lutego 1999, 10:29 GMT; konfiguracja 7920; s/n Delta 267; miejsce startu: Vandenberg Air Force Base (SLC-2W), USA
Ładunek: ARGOS, Ørsted, SUNSAT; Uwagi: start udany
81. 15 kwietnia 1999, 18:32 GMT; konfiguracja 7920; s/n Delta 268; miejsce startu: Vandenberg Air Force Base (SLC-2W), USA
Ładunek: Landsat 7; Uwagi: start udany
82. 10 czerwca 1999, 13:48 GMT; konfiguracja 7420; s/n Delta 270; miejsce startu: Cape Canaveral Air Force Station (SLC-17B), USA
Ładunek: Globalstar-3; Uwagi: start udany
83. 24 czerwca 1999, 15:44 GMT; konfiguracja 7320; s/n Delta 271; miejsce startu: Cape Canaveral Air Force Station (SLC-17A), USA
Ładunek: FUSE; Uwagi: start udany
84. 10 lipca 1999, 08:45 GMT; konfiguracja 7420; s/n Delta 272; miejsce startu: Cape Canaveral Air Force Station (SLC-17B), USA
Ładunek: Globalstar-4; Uwagi: start udany
85. 25 lipca 1999, 07:46 GMT; konfiguracja 7420; s/n Delta 273; miejsce startu: Cape Canaveral Air Force Station (SLC-17A), USA
Ładunek: Globalstar-5; Uwagi: start udany
86. 17 sierpnia 1999, 04:37 GMT; konfiguracja 7420; s/n Delta 274; miejsce startu: Cape Canaveral Air Force Station (SLC-17B), USA
Ładunek: Globalstar-6; Uwagi: start udany
87. 7 października 1999, 12:51 GMT; konfiguracja 7925; s/n Delta 275; miejsce startu: Cape Canaveral Air Force Station (SLC-17A), USA
Ładunek: USA-145; Uwagi: start udany
88. 8 lutego 2000, 21:24 GMT; konfiguracja 7420; s/n Delta 276; miejsce startu: Cape Canaveral Air Force Station (SLC-17B), USA
Ładunek: Globalstar-7; Uwagi: start udany
89. 25 marca 2000, 20:34 GMT; konfiguracja 7326; s/n Delta 277; miejsce startu: Vandenberg Air Force Base (SLC-2W), USA
Ładunek: IMAGE; Uwagi: start udany
90. 11 maja 2000, 01:48 GMT; konfiguracja 7925; s/n Delta 278; miejsce startu: Cape Canaveral Air Force Station (SLC-17A), USA
Ładunek: USA-150; Uwagi: start udany
91. 16 lipca 2000, 09:17 GMT; konfiguracja 7925; s/n Delta 279; miejsce startu: Cape Canaveral Air Force Station (SLC-17A), USA
Ładunek: USA-151; Uwagi: start udany
92. 10 listopada 2000, 17:14 GMT; konfiguracja 7925; s/n Delta 281; miejsce startu: Cape Canaveral Air Force Station (SLC-17A), USA
Ładunek: USA-154; Uwagi: start udany
93. 21 listopada 2000, 18:24 GMT; konfiguracja 7320; s/n Delta 282; miejsce startu: Vandenberg Air Force Base (SLC-2W), USA
Ładunek: EO-1, SAS-C, Munin; Uwagi: start udany
94. 30 stycznia 2001, 07:55 GMT; konfiguracja 7925; s/n Delta 283; miejsce startu: Cape Canaveral Air Force Station (SLC-17A), USA
Ładunek: USA-156; Uwagi: start udany
95. 7 kwietnia 2001, 15:02 GMT; konfiguracja 7925; s/n Delta 284; miejsce startu: Cape Canaveral Air Force Station (SLC-17A), USA
Ładunek: 2001 Mars Odyssey; Uwagi: start udany
96. 18 maja 2001, 17:45 GMT; konfiguracja 7925; s/n Delta 285; miejsce startu: Cape Canaveral Air Force Station (SLC-17B), USA
Ładunek: GeoLITE; Uwagi: start udany
97. 30 czerwca 2001, 19:46 GMT; konfiguracja 7425; s/n Delta 286; miejsce startu: Cape Canaveral Air Force Station (SLC-17B), USA
Ładunek: WMAP; Uwagi: start udany
98. 8 sierpnia 2001, 16:13 GMT; konfiguracja 7326; s/n Delta 287; miejsce startu: Cape Canaveral Air Force Station (SLC-17A), USA
Ładunek: Genesis; Uwagi: start udany
99. 18 października 2001, 18:51 GMT; konfiguracja 7320; s/n Delta 288; miejsce startu: Vandenberg Air Force Base (SLC-2W), USA
Ładunek: QuickBird; Uwagi: start udany
100. 7 grudnia 2001, 15:07 GMT; konfiguracja 7920; s/n Delta 289; miejsce startu: Vandenberg Air Force Base (SLC-2W), USA
Ładunek: Jason-1, TIMED; Uwagi: start udany
101. 11 lutego 2002, 17:43 GMT; konfiguracja 7920; s/n Delta 290; miejsce startu: Vandenberg Air Force Base (SLC-2W), USA
Ładunek: IS-1; Uwagi: start udany
102. 4 maja 2002, 09:54 GMT; konfiguracja 7920; s/n Delta 291; miejsce startu: Vandenberg Air Force Base (SLC-2W), USA
Ładunek: Aqua; Uwagi: start udany
103. 3 lipca 2002, 06:47 GMT; konfiguracja 7425; s/n Delta 292; miejsce startu: Cape Canaveral Air Force Station (SLC-17A), USA
Ładunek: CONTOUR; Uwagi: start udany
104. 13 stycznia 2003, 00:45 GMT; konfiguracja 7320; s/n Delta 294; miejsce startu: Vandenberg Air Force Base (SLC-2W), USA
Ładunek: ICESat, CHIPSat; Uwagi: start udany
105. 29 stycznia 2003, 18:06 GMT; konfiguracja 7925; s/n Delta 295; miejsce startu: Cape Canaveral Air Force Station (SLC-17B), USA
Ładunek: USA-166; Uwagi: start udany
106. 31 marca 2003, 22:09 GMT; konfiguracja 7925; s/n Delta 297; miejsce startu: Cape Canaveral Air Force Station (SLC-17A), USA
Ładunek: USA-168; Uwagi: start udany
107. 10 czerwca 2003, 17:58 GMT; konfiguracja 7925; s/n Delta 298; miejsce startu: Cape Canaveral Air Force Station (SLC-17A), USA
Ładunek: Spirit; Uwagi: start udany
108. 8 lipca 2003, 03:18 GMT; konfiguracja 7925H; s/n Delta 299; miejsce startu: Cape Canaveral Air Force Station (SLC-17B), USA
Ładunek: Opportunity; Uwagi: start udany
109. 25 sierpnia 2003, 05:35 GMT; konfiguracja 7920H; s/n Delta 300; miejsce startu: Cape Canaveral Air Force Station (SLC-17B), USA
Ładunek: SIRTF; Uwagi: start udany
110. 21 grudnia 2003, 08:05 GMT; konfiguracja 7925; s/n Delta 302; miejsce startu: Cape Canaveral Air Force Station (SLC-17A), USA
Ładunek: USA-175; Uwagi: start udany
111. 20 marca 2004, 17:53 GMT; konfiguracja 7925; s/n Delta 303; miejsce startu: Cape Canaveral Air Force Station (SLC-17A), USA
Ładunek: USA-177; Uwagi: start udany
112. 20 kwietnia 2004, 16:57 GMT; konfiguracja 7920; s/n Delta 304; miejsce startu: Vandenberg Air Force Base (SLC-2W), USA
Ładunek: Gravity Probe B; Uwagi: start udany
113. 23 czerwca 2004, 22:54 GMT; konfiguracja 7925; s/n Delta 305; miejsce startu: Cape Canaveral Air Force Station (SLC-17A), USA
Ładunek: USA-178; Uwagi: start udany
114. 15 lipca 2004, 10:02 GMT; konfiguracja 7920; s/n Delta 306; miejsce startu: Vandenberg Air Force Base (SLC-2W), USA
Ładunek: Aura; Uwagi: start udany
115. 3 sierpnia 2004, 06:15 GMT; konfiguracja 7925H; s/n Delta 307; miejsce startu: Cape Canaveral Air Force Station (SLC-17A), USA
Ładunek: MESSENGER; Uwagi: start udany
116. 6 listopada 2004, 05:39 GMT; konfiguracja 7925; s/n Delta 308; miejsce startu: Cape Canaveral Air Force Station (SLC-17A), USA
Ładunek: USA-180; Uwagi: start udany
117. 20 listopada 2004, 17:16 GMT; konfiguracja 7320; s/n Delta 309; miejsce startu: Cape Canaveral Air Force Station (SLC-17A), USA
Ładunek: Swift; Uwagi: start udany
118. 12 stycznia 2005, 18:47 GMT; konfiguracja 7925; s/n Delta 311; miejsce startu: Cape Canaveral Air Force Station (SLC-17B), USA
Ładunek: Deep Impact; Uwagi: start udany
119. 20 maja 2005, 10:22 GMT; konfiguracja 7320; s/n Delta 312; miejsce startu: Vandenberg Air Force Base (SLC-2W), USA
Ładunek: NOAA-18; Uwagi: start udany
120. 26 września 2005, 03:37 GMT; konfiguracja 7925; s/n Delta 313; miejsce startu: Cape Canaveral Air Force Station (SLC-17A), USA
Ładunek: USA-183; Uwagi: start udany
121. 28 kwietnia 2006, 10:02 GMT; konfiguracja 7420; s/n Delta 314; miejsce startu: Vandenberg Air Force Base (SLC-2W), USA
Ładunek: CloudSat, CALIPSO; Uwagi: start udany
122. 21 czerwca 2006, 22:15 GMT; konfiguracja 7925; s/n Delta 316; miejsce startu: Cape Canaveral Air Force Station (SLC-17A), USA
Ładunek: MiTEx; Uwagi: start udany
123. 25 września 2006, 18:50 GMT; konfiguracja 7925; s/n Delta 318; miejsce startu: Cape Canaveral Air Force Station (SLC-17A), USA
Ładunek: USA-190; Uwagi: start udany
124. 26 października 2006, 00:52 GMT; konfiguracja 7925; s/n Delta 319; miejsce startu: Cape Canaveral Air Force Station (SLC-17B), USA
Ładunek: STEREO; Uwagi: start udany
125. 17 listopada 2006, 19:12 GMT; konfiguracja 7925; s/n Delta 321; miejsce startu: Cape Canaveral Air Force Station (SLC-17A), USA
Ładunek: USA-192; Uwagi: start udany
126. 14 grudnia 2006, 21:00 GMT; konfiguracja 7920; s/n Delta 322; miejsce startu: Vandenberg Air Force Base (SLC-2W), USA
Ładunek: USA-193; Uwagi: start udany
127. 17 lutego 2007, 23:01 GMT; konfiguracja 7925; s/n Delta 323; miejsce startu: Cape Canaveral Air Force Station (SLC-17B), USA
Ładunek: THEMIS; Uwagi: start udany
128. 8 czerwca 2007, 02:34 GMT; konfiguracja 7420; s/n Delta 324; miejsce startu: Vandenberg Air Force Base (SLC-2W), USA
Ładunek: COSMO-SkyMed-1; Uwagi: start udany
129. 4 sierpnia 2007, 09:26 GMT; konfiguracja 7925; s/n Delta 325; miejsce startu: Cape Canaveral Air Force Station (SLC-17A), USA
Ładunek: Phoenix; Uwagi: start udany
130. 18 września 2007, 18:35 GMT; konfiguracja 7920; s/n Delta 326; miejsce startu: Vandenberg Air Force Base (SLC-2W), USA
Ładunek: WorldView-1; Uwagi: start udany
131. 27 września 2007, 11:34 GMT; konfiguracja 7925H; s/n Delta 327; miejsce startu: Cape Canaveral Air Force Station (SLC-17B), USA
Ładunek: Dawn; Uwagi: start udany
132. 17 października 2007, 12:23 GMT; konfiguracja 7925; s/n Delta 328; miejsce startu: Cape Canaveral Air Force Station (SLC-17A), USA
Ładunek: USA-196; Uwagi: start udany
133. 9 grudnia 2007, 02:31 GMT; konfiguracja 7420; s/n Delta 330; miejsce startu: Vandenberg Air Force Base (SLC-2W), USA
Ładunek: COSMO-SkyMed-2; Uwagi: start udany
134. 20 grudnia 2007, 20:04 GMT; konfiguracja 7925; s/n Delta 331; miejsce startu: Cape Canaveral Air Force Station (SLC-17A), USA
Ładunek: USA-199; Uwagi: start udany
135. 15 marca 2008, 06:10 GMT; konfiguracja 7925; s/n Delta 332; miejsce startu: Cape Canaveral Air Force Station (SLC-17A), USA
Ładunek: USA-201; Uwagi: start udany
136. 11 czerwca 2008, 16:05 GMT; konfiguracja 7920H; s/n Delta 333; miejsce startu: Cape Canaveral Air Force Station (SLC-17B), USA
Ładunek: GLAST; Uwagi: start udany
137. 20 czerwca 2008, 07:46 GMT; konfiguracja 7320; s/n Delta 334; miejsce startu: Vandenberg Air Force Base (SLC-2W), USA
Ładunek: Jason-2; Uwagi: start udany
138. 6 września 2008, 18:50 GMT; konfiguracja 7420; s/n Delta 335; miejsce startu: Vandenberg Air Force Base (SLC-2W), USA
Ładunek: GeoEye-1; Uwagi: start udany
139. 25 października 2008, 02:28 GMT; konfiguracja 7420; s/n Delta 336; miejsce startu: Vandenberg Air Force Base (SLC-2W), USA
Ładunek: COSMO-SkyMed-3; Uwagi: start udany
140. 6 lutego 2009, 10:22 GMT; konfiguracja 7320; s/n Delta 338; miejsce startu: Vandenberg Air Force Base (SLC-2W), USA
Ładunek: NOAA-19; Uwagi: start udany
141. 7 marca 2009, 03:49 GMT; konfiguracja 7925; s/n Delta 339; miejsce startu: Cape Canaveral Air Force Station (SLC-17B), USA
Ładunek: Kepler; Uwagi: start udany
142. 24 marca 2009, 08:34 GMT; konfiguracja 7925; s/n Delta 340; miejsce startu: Cape Canaveral Air Force Station (SLC-17A), USA
Ładunek: USA-203; Uwagi: start udany
143. 5 maja 2009, 20:24 GMT; konfiguracja 7920; s/n Delta 341; miejsce startu: Vandenberg Air Force Base (SLC-2W), USA
Ładunek: USA-205; Uwagi: start udany
144. 17 sierpnia 2009, 10:35 GMT; konfiguracja 7925; s/n Delta 343; miejsce startu: Cape Canaveral Air Force Station (SLC-17A), USA
Ładunek: USA-206; Uwagi: start udany. Ostatni lot rakiety Delta II z 3. członem, oraz z ostatni lot z platformy SLC-17A
145. 25 września 2009, 12:20 GMT; konfiguracja 7920; s/n Delta 344; miejsce startu: Cape Canaveral Air Force Station (SLC-17B), USA
Ładunek: USA-208; Uwagi: start udany
146. 8 października 2009, 18:51 GMT; konfiguracja 7920; s/n Delta 345; miejsce startu: Vandenberg Air Force Base (SLC-2W), USA
Ładunek: WorldView-2; Uwagi: start udany
147. 14 grudnia 2009, 14:09 GMT; konfiguracja 7320; s/n Delta 347; miejsce startu: Vandenberg Air Force Base (SLC-2W), USA
Ładunek: WISE; Uwagi: start udany
148. 6 listopada 2010, 02:20 GMT; konfiguracja 7420; s/n Delta 350; miejsce startu: Vandenberg Air Force Base (SLC-2W), USA
Ładunek: COSMO-SkyMed-4; Uwagi: start udany
149. 10 czerwca 2011, 14:20 GMT; konfiguracja 7320; s/n Delta 354; miejsce startu: Vandenberg Air Force Base (SLC-2W), USA
Ładunek: SAC-D; Uwagi: start udany
150. 10 września 2011, 13:08 GMT; konfiguracja 7920H; s/n Delta 356; miejsce startu: Cape Canaveral Air Force Station (SLC-17B), USA
Ładunek: GRAIL; Uwagi: start udany. Ostatni lot rakiety Delta II w konfiguracji ciężkiej, oraz ostatni lot tej rakiety z kosmodromu Cape Canaveral Air Force Station.
151. 28 października 2011, 09:48 GMT; konfiguracja 7920; s/n Delta 357; miejsce startu: Vandenberg Air Force Base (SLC-2W), USA
Ładunek: Suomi NPP; Uwagi: start udany
152. 2 lipca 2014, 09:56 GMT; konfiguracja 7320; s/n Delta 367; miejsce startu: Vandenberg Air Force Base (SLC-2W), USA
Ładunek: OCO-2; Uwagi: start udany
153. 31 stycznia 2015, 14:22 GMT; konfiguracja 7320; s/n Delta 370; miejsce startu: Vandenberg Air Force Base (SLC-2W), USA
Ładunek: SMAP, FIREBIRD II A, FIREBIRD IIB, GRIFEX, ExoCube; Uwagi: start udany. Ostatni lot rakiety Delta II w konfiguracji 7320.
154. 18 listopada 2017, 09:47 GMT; konfiguracja 7920; s/n Delta 378; miejsce startu: Vandenberg Air Force Base (SLC-2W), USA
Ładunek: JPSS-1, Buccaneer RMM, EagleSat, MakerSat 0, MiRaTa, RadFxSat; uwagi: start udany. Ostatni lot rakiety Delta II z dziewięcioma dopalaczami (konfiguracji 7920).
155. 15 września 2018, 13:02 GMT; konfiguracja 7420; s/n Delta 382?; miejsce startu: Vandenberg Air Force Base (SLC-2W), USA
Ładunek: ICEsat-2; uwagi: start udany. 155. i ostatni lot rakiety Delta II.